# Leptotarsus novocaledonicus
Leptotarsus novocaledonicus är en tvåvingeart som först beskrevs av Alexander 1929.  Leptotarsus novocaledonicus ingår i släktet Leptotarsus och familjen storharkrankar. Inga underarter finns listade i Catalogue of Life.